# Anastasia Galașina
Anastasia Galașina (n. 3 februarie 1997, Iaroslavl, Regiunea Iaroslavl, Rusia) este o trăgătoare de tir ce a reprezentat Rusia, medaliată olimpică. A participat la o ediție a Jocurilor Olimpice (2020) în care a câștigat o medalie de argint.